# Asshole
Asshole中文意为屁眼，也可代指討厭鬼、蠢材、笨蛋、混蛋。這个詞語通常用於罵人，屬貶義和髒話。類似意思的漢語粗口詞有「尻」、「屎忽鬼（粵語詞）」等。
這個詞用語粗俗，通常用來形容那些被視為愚蠢、無能、不愉快或可憎的人。

## 歷史
「Arse」這個英文字來自於原始日耳曼語中的「arsaz」，而原始日耳曼語的「arsaz」又來自於原始印歐語的「ors-」，意為某一邊的屁股或臀部。「arsehole」這一合成詞，出現在16世紀，意為肛門（Anus），也可用於隱喻一個地區中最糟糕的地方，比如：，意為世上最糟糕的地方。1865年第一次出現在印刷品上，1933年開始變成貶低人的用詞。1945年，理查德·賴特在他的自傳：《黑孩子》中引用了一段詩句：
|                       | 這些白人穿得漂漂亮亮的，但他們的屁眼聞起來卻跟我一樣... |
| ——理查德·賴特，黑孩子 |                                                         |

1965年，這個字第一次以羞辱性質出現在報紙上。如同其他英文粗口，這個單字出現在印刷品前，就已經被人們大量使用在日常口語上。1970年代，《好色客》雜誌將當月最不受歡迎的人物評為「本月混蛋」（英語：Asshole of the Month）。1972年，美國The Modern Lovers樂團喬納森·里希曼所作的歌曲「Pablo Picasso」，當中就有一段歌詞這麼寫道：，意為畢卡索從沒被稱呼為混蛋。
20世纪90年代初，这个词被认为是美国电视節目上不能说出的詞彙。喜剧演员安德鲁·戴斯·克莱在1989年的电视MTV颁奖典礼上说出这个词时引起了相當大的震撼。自1984年，Asshole在一些被評為PG-13和R級的電影中開始出現，比如說1984年的魔鬼終結者、1985年的回到未來和1989年的瘋狂聖誕假期都能看見該詞出現。1994年，人們對節目中的粗俗字眼接受度大大增加，一部美國警察犯罪劇「紐約重案組」中就出現了這個單字，但當時爆粗口還沒有像現今一般稀鬆平常。在一些電視節目或影片中（比如南方公園）會將這該詞消音或刪減。

## 語義學
在語義學中，Asshole主要被認為是粗話，指對方是愚笨的、無用的或使人厭惡的人。一名美國道德哲學家「亞倫·詹姆斯」（英語：Aaron James）在其著作－Assholes: A Theory－中，對Asshole一詞給出了更精確的定義：「這個字可以指通常為男性的一個人，認為自己比他人有更高的道德水準，或是有更重要的社會地位；使自己享受並有系統地獲得特權的人；長時間擁有特權的人；對他人批評或指責無感的人；認為自己不應受到質疑的人；或是認為自己受到委屈的人」。這個詞除了在英文中出現，也能在其他語言發現，通常有肛門或私處的意思。

## 在政治上的使用
2000年勞動節活動時，時為總統候選人的小布希，向他的競選夥伴迪克·錢尼說：「紐約時報的亞當·克萊默爾真是個渾球。」，並且被麥克風播放出去，其民主黨競選對手艾爾·高爾藉此做為競選宣傳，指責小布希「在許多家庭面前咒罵某人。」
2004年2月，烏戈·查維茲在一次其支持者舉辦的集會遊行中，因懷疑小布希挹注2002年針對查維茲的政變，稱小布希是「一個混蛋」。其實查維茲說的是西班牙文的，這個字在拉丁美洲有不同樣的解釋，在委內瑞拉，這個字代表的意思是「笨蛋（Fool）」。同年9月，夜線主持人特德·科佩爾在節目上對查維茲說：「我接下來說的東西，可能會令你感到十分訝異，但這些都是你說過的東西，你說布希總統是個混蛋」，隨後查維茲回答他：「我對他評論了好多東西，我也不確定我是不是用了這個詞。」
2008年，英國自由民主黨西北利茲國會選區國會議員葛雷格·穆荷蘭，被錄到因當時的衛生大臣埃文·劉易斯拒絕讓穆荷蘭介入西敏廳（Westminster Hall）的臨終關懷基金（Hospice funding）辯論，而稱劉易斯為Arsehole（意同Asshole），之後他公開地為自身言論辯護。

## 參见
- 髒話
- 性俚語